# 崩壊促進因子
崩壊促進因子（Decay-accelerating factor：DAF）は、CD55またはDAFとしても知られる。ヒトではCD55遺伝子によってコードされるタンパク質である。
DAFは細胞表面で起こる補体系の活性化を制御する。C4 (古典経路またはレクチン経路) または C3 (副経路)の活性化の際に生成されるC4bやC3bを、DAFは認識する。（古典経路およびレクチン経路により）細胞表面に結合したC4bとDAFは相互作用し、C2からC2bへの変換を妨げ、それによってC4b2a(C3転換酵素)の形成を妨げる。また、DAFとC3b(副経路)との相互作用は、C3bとBbとの結合を妨げ、それによって副経路のC3bBb (C3転換酵素)の形成を妨げる。したがって、補体カスケードを増幅する転換酵素を制限することにより、DAFは膜侵襲複合体(Membrane-Attack Complex :MAC)の形成を間接的にブロックする。
この糖タンパク質は造血細胞と非造血細胞に広く分布している。これは、Cromer式血液型の決定因子である。

## 構造
DAFは、グリコホスファチジルイノシトール(GPI) アンカーを介して細胞膜に結合する70kDaの膜タンパク質である。
DAF には4つの補体制御タンパク質(CCP) リピートが含まれており、CCP1 と CCP2 の間に単一の N 結合型グリカンが位置している。CCP2、CCP3、CCP4、およびCCP2とCCP3の間の正に帯電したポケット内の3つの連続するリジン残基は、副補体経路の阻害に関与しています。CCP2 と CCP3 のみが古典経路の阻害に関与している。

## 病理学

### 発作性夜間血色素尿症（発作性夜間ヘモグロビン尿症）
DAFはGPIアンカータンパク質であり、発作性夜間血色素尿症(PNH)などでは、DAFなどがGPIアンカーで赤血球膜に結合できなくなる。PNHでは、赤血球膜上のDAFとCD59が非常に低くなり、赤血球が補体による溶血を受ける。症状には、赤血球数の低下 (貧血)、疲労、暗色の尿やその他の合併症が含まれる。

### 感染症
DAF は、一部のコクサッキーウイルスや他のエンテロウイルスによって受容体として使われる。 組換えられた、可溶性のDAF- Fc融合タンパク質は、心臓損傷に対する抗コクサッキーウイルス療法としてマウスで試験されている。 
ヒトHIV-1のウイルスはヒトの補体によって溶解されないが、他の動物の補体によって容易に不活性化される。ヒトHIV-1のウイルスが感染細胞の表面から出芽するときに、DAFがヒトHIV-1に結合することにより、補体による溶解からHIV-1が保護される。

## 参照
- List of human clusters of differentiation
- CD59